# Западно Дегунино (район на Москва)
Западно Дегунино е административен район на Северен окръг в Москва.